# Przejście dla pieszych
Przejście dla pieszych – miejsce wyznaczone dla pieszych do przechodzenia przez drogę.

## Przejścia dla pieszych w Polsce wg ustawy Prawo o ruchu drogowym
W Polsce przejście dla pieszych (potocznie pasy lub zebra) to powierzchnia jezdni, drogi dla rowerów lub torowiska przeznaczona do przekraczania tych części drogi przez pieszych, oznaczona odpowiednimi znakami drogowymi.
Pionowym znakiem jest znak informacyjny D-6 (pokazany po prawej stronie), natomiast poziomym znak poziomy P-10 (równoległe do drogi białe pasy tworzące ciąg biegnący w poprzek drogi, potocznie zwany zebrą). W tak oznaczonym miejscu pieszy ma pierwszeństwo przed uczestnikami ruchu poruszającymi się po tej drodze, o ile przejście to nie jest kierowane przez upoważnioną do tego osobę lub sygnalizację świetlną.

|  |  |

Kierujący pojazdem zbliżający się do miejsca oznaczonego znakiem D-6 lub D-6b jest obowiązany zmniejszyć prędkość tak, aby nie narazić na niebezpieczeństwo pieszych lub rowerzystów znajdujących się w tych miejscach (zasada ta dotyczy też miejsc oznaczonych znakiem D-6a, informujących o przejeździe dla rowerzystów). 
Zgodnie z rozporządzeniem ministra infrastruktury z 2003 roku (w sprawie szczegółowych warunków technicznych dla znaków i sygnałów drogowych oraz urządzeń bezpieczeństwa ruchu drogowego i warunków ich umieszczania na drogach), na każdym przejściu dla pieszych musi występować znak D-6 (punkt 5.2.6.3 "Zasady stosowania znaku D-6").
Umieszczona pod znakiem D-6 lub D-6b tabliczka T-27 wskazuje, że przejście dla pieszych jest szczególnie uczęszczane przez dzieci. 
Zabronione jest przejeżdżanie rowerem i motorowerem przez przejście dla pieszych – do tego służy przejazd dla rowerzystów – dopuszczalne jest natomiast przeprowadzenie pojazdu. Wyjątkiem od tego zakazu jest osoba z niepełnosprawnością poruszająca się na wózku inwalidzkim, osoba pchająca wózek inwalidzki lub wózek dziecięcy oraz dziecko w wieku do 10 lat kierujące rowerem pod opieką osoby pełnoletniej – taki użytkownik drogi jest również uznawany za pieszego i może w pełni korzystać z przejścia. Rowerzyście za niedozwolony i nieuprawniony przejazd rowerem po przejściu dla pieszych grozi mandat w wysokości 100 zł.

Galeria zdjęć
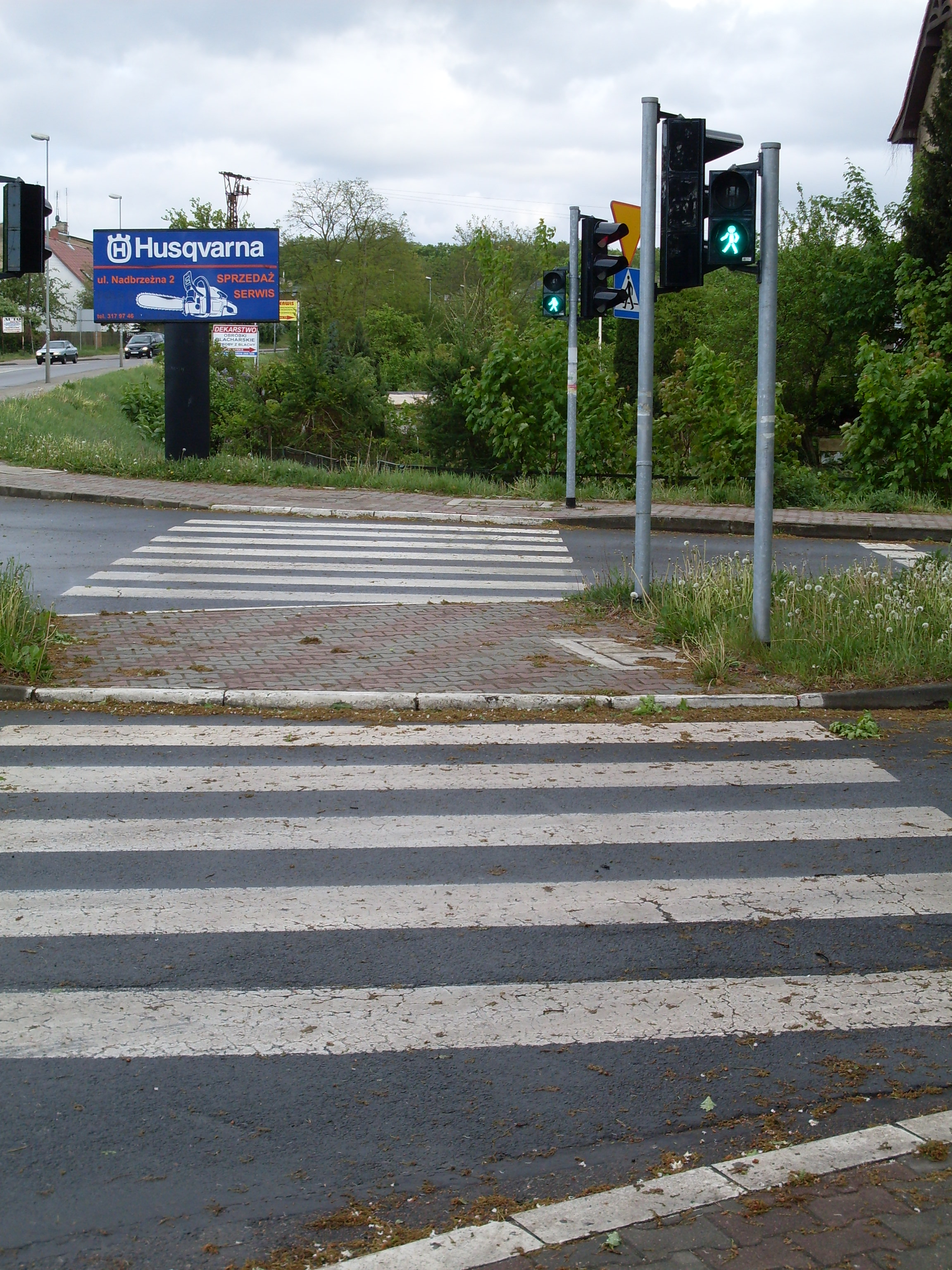
Przejście dla pieszych z sygnalizacją świetlną w Policach Mścięcinie
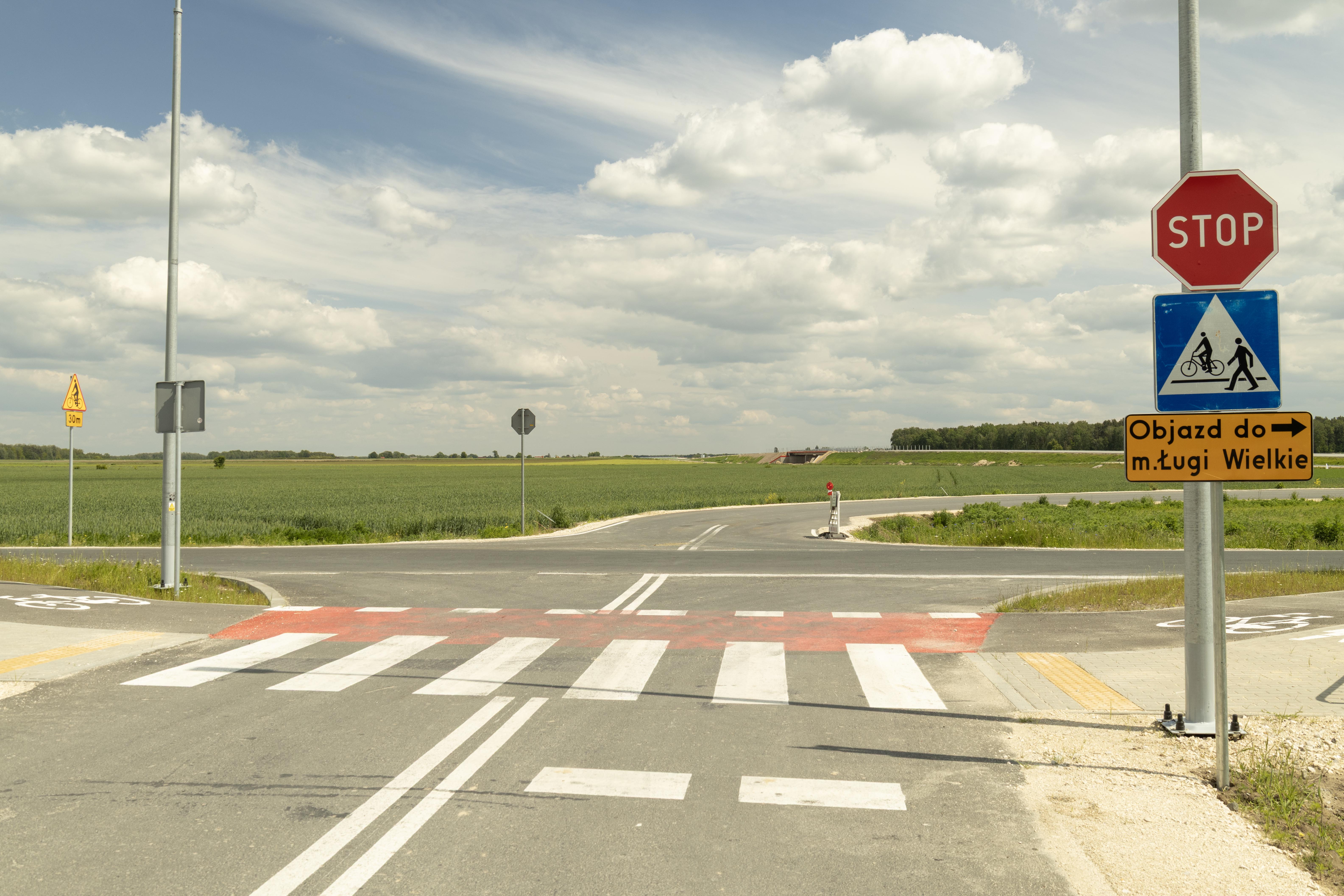
Przejście dla pieszych z przejazdem rowerowym w Tarczach, znak D-6b
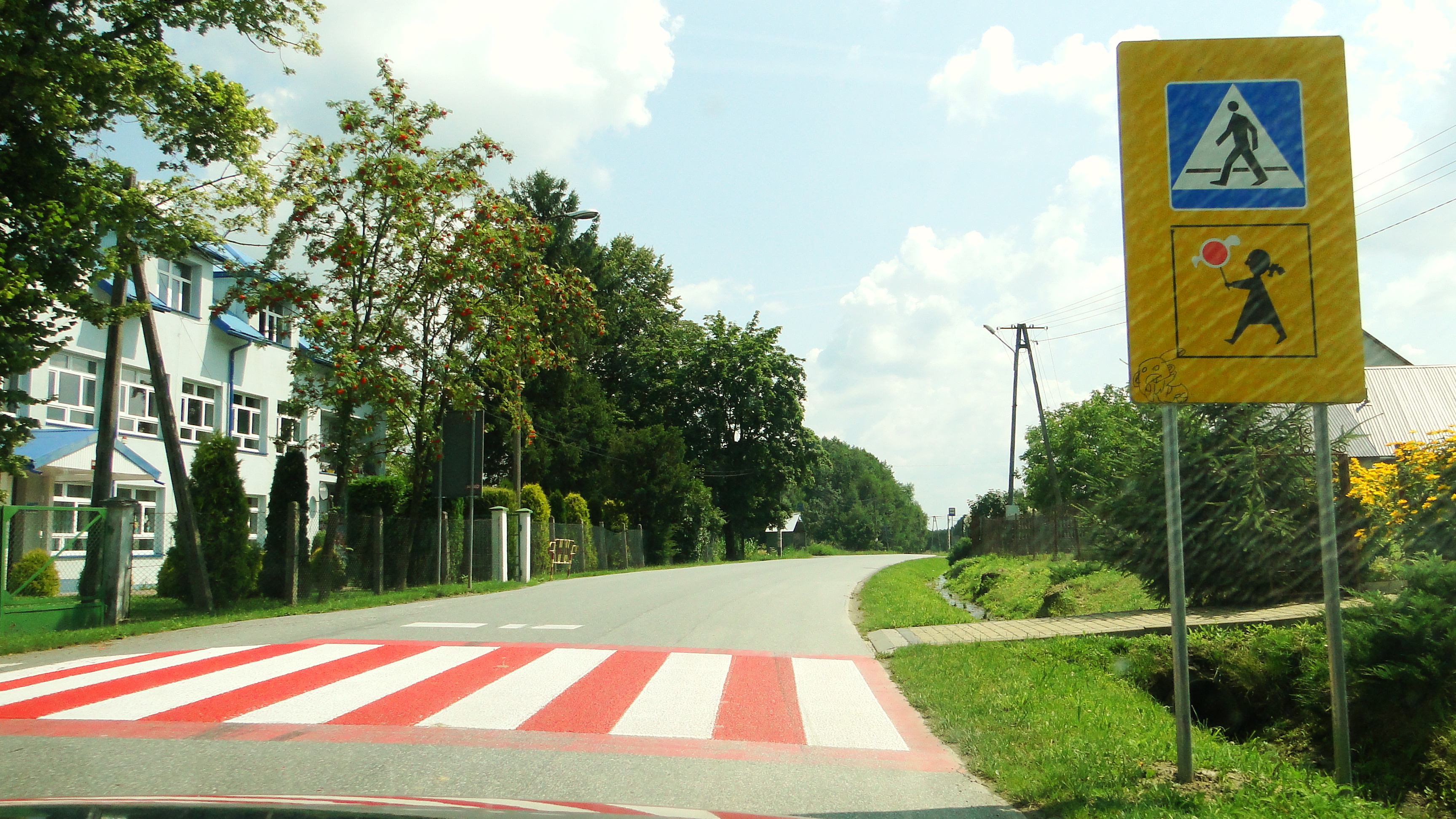
Przykład przejścia dla pieszych w rejonie placówek oświatowych. Poniżej znaku D-6 jest tabliczka T-27 z namalowaną „Agatką”